# Каратума (Алакольський район)
Карату́ма (каз. Қаратұма) — село у складі Алакольського району Жетисуської області Казахстану. Входить до складу Бескольського сільського округу.
У радянські часи село мало назву Малий Майськ, або Майське.
Населення — 60 осіб (2021; 100 у 2009, 278 у 1999, 238 у 1989).